# Rudolf Baworowski
Rudolf Baworowski herbu Prus II (ur. 30 listopada 1865 w Wiedniu, zm. 28 stycznia 1931 w Kopyczyńcach) – ziemianin, konserwatysta, członek Izby Panów w austriackiej Radzie Państwa.

## Życie
Syn Józefa Mariana (1822–1885) i Franciszki zu Hardegg auf Glatz und im Marchlande (1844–1924), brat Emila, po śmierci którego odziedziczył dobra niżborskie. Właściciel majątków we wschodniej Galicji, ordynat ordynacji Kopyczyńce (przedtem Niżbork) w pow. husiatyńskim, w skład których od 1908 wchodziły Kopyczyńce, Barabaszówka i Hetmanowszczyzna Kotówki, Kubowce,  Husiatyn, Czabarówka, Niżborg Nowy, Niżborg Stary, Hrynkowce, oraz właściciel dóbr Kopki i Chałupki (pow. Nisko). Członek Galicyjskiego Towarzystwa Łowieckiego. Fundator fundacji pomocy inwalidom w Husiatynie.
Członek dziedziczny Izby Panów austriackiej Rady Państwa (od 18 listopada 1908 do 28 października 1918). Został zamordowany przez nieznanych sprawców w lasach kopyczyńskich.

## Stosunki rodzinne
Ożenił się 1  sierpnia 1901 w Wiedniu z Austriaczką Franciszką Anną  hr. Chorynsky, bar. von Ledsk (1876-1967). Miał z nią trzech synów: Emila Rudolfa (1905–1965), Władysława (ur. 1907), Adama (1913–1942) znanego w okresie międzywojennym tenisistę i trzy córki: Marię Annę (1902–1988), Franciszka (ur. 1903),  Matyldę Władysławę (1905–1977).